# 히시야마촌
히시야마촌(菱山村)은 야마나시현 히가시야마나시군에 있던 촌이다. 현재의 고슈시 가쓰누마정 히시야마에 해당한다.

## 역사
- 1889년 7월 1일 - 정촌제 시행에 의해 히시야마촌이 단독으로 지자체를 형성하였다.
- 1954년 4월 5일 -  가쓰누마정, 시노노메촌, 히가시야쓰시로군 이와이촌과 합병해, 새로운 가쓰누마정이 성립하여 동일 히시야마촌은 폐지되었다.

## 교통

### 철도
- 일본국유철도
  - 주오본선

## 참고문헌
- 角川日本地名大辞典 19 山梨県